# Konstancija I., kraljica Sicilije
Za druge osobe istog imena, pogledajte „Konstanca”.
Konstancija Sicilska (Costanza di Sicilia, Konstancija od Hautevillea) (2. studenog 1154. — 27. studenog 1198.) bila je princeza i kraljica Sicilije. Rodila ju je kraljica Beatrica Rethelska nakon smrti njezina oca, Rogera II.
Prema legendi, Konstancija je postala časna sestra jer je bila veoma ružna, pa je vjerovala da ju nitko neće oženiti, ali se ipak udala za cara Henrika VI. Njen je sin bio Fridrik II., car Svetog Rimskog Carstva.
Vladala je Sicilijom po savjetima sicilijanskih plemića. Nije zahtijevala njemačku krunu za svog sina te ju je prepustila muževom bratu, Filipu Švapskom. Željela je da njen sin bude odgojen kao Sicilijanac.
Prema Božanstvenoj komediji Dantea Alighierija, Konstancija je završila u raju.
Njezina je unuka bila Ana od Hohenstaufena, koju su zvali i Konstancija, upravo po njoj.